# Operatic Pop
Operatic Pop oder Popera sind englischsprachige Bezeichnungen für ein Subgenre der Popmusik, das durch opernhafte Darbietung gekennzeichnet ist. Es fällt unter den breiteren Begriff Klassik-Crossover.

## Geschichte
Laut Musikhistorikern verbreiteten sich opernhafte Popsongs mit zunehmender Bedeutung der Tin Pan Alley im frühen 20. Jahrhundert. Einfluss darauf hatte die Ankunft von Massen italienischer Auswanderer in den USA, wodurch etwa Enrico Caruso populär wurde und neue Lieder in italienischen Dialekten entstanden. Diese Lieder griffen oft auf Opernrepertoire zurück, aus Gründen der Satire oder des Zeitbezugs. Durch amerikanische Vaudevilles, Musikkomödien, Jazz und Operetten fanden die Lieder Verbreitung, etwa Irving Berlins That Opera Rag, Billy Murrays My Cousin Caruso und Louis Armstrongs Riffs über Rigoletto und Pagliacci. Nach den 1920er-Jahren verlor das Subgenre an Bedeutung, erfuhr jedoch in der Rockmusik ein Revival, etwa bei The Who (Tommy) oder Queen (A Night at The Opera).
1986 hatte der Tenor Luciano Pavarotti mit Lucio Dalla einen Hit mit dem Lied Caruso, wodurch opernhafter Pop wieder auflebte. Das Lied wurde auch von Andrea Bocelli, Josh Groban und Katherine Jenkins aufgenommen. Bocelli wurde bald das Aushängeschild des Subgenres. Im neuen Jahrtausend knüpften darauf spezialisierte Sänger und Gruppen an diesen Erfolg an, darunter Il Divo und Amici Forever. Die drei Tenöre konnten durch die Annäherung an die Popmusik für Opernsänger überdurchschnittliche Erfolge erzielen.
2025 gewann der Countertenor JJ alias Johannes Pietsch mit dem Titel Wasted Love als erster Opernsänger den Eurovision Song Contest.

## Bekannte Vertreter (Auswahl)
- Andrea Bocelli[3]
- Josh Groban[7]
- Luciano Pavarotti[8]
- Vittorio Grigolo[9]
- Il Divo[10]
- Il Volo[11]

## Belege
1. ↑  Larry Hamberlin: Tin Pan Opera: Operatic Novelty Songs in the Ragtime Era. Oxford University Press, Oxford 2013, ISBN 978-0-19-533892-8, S. 3.
2. 1 2 3  Melisanda Massei Autunnali: Caruso: Lucio Dalla e Sorrento, il rock e i tenori. Donzelli, Rom 2011, ISBN 88-6036-563-5, S. 4–5, 137.
3. 1 2  Caroline Baum: The king of popera. In: The Sydney Morning Herald. 28. August 2004, abgerufen am 29. März 2018 (englisch).
4. ↑  Marcel Danesi: The history of the kiss!: the birth of popular culture. Palgrave Macmillan, Basingstoke 2013, ISBN 1-137-37685-6, S. 111.
5. ↑  Helen M. Greenwald (Hrsg.): The Oxford Handbook of Opera. Oxford University Press, Oxford 2014, ISBN 978-0-19-533553-8, S. 674–675.
6. ↑  Stefanie Grossmann: Porträt: Countertenor JJ siegt für Österreich beim ESC. NDR, 18. Mai 2025, abgerufen am 21. Mai 2025.
7. ↑  Gary Graff: Bachstreet Boy: Classical singer carves niche for operatic pop. In: Reading Eagle. 17. März 2004, S. A10 (google.com [abgerufen am 29. März 2018]).
8. ↑  John Shepherd (Hrsg.): Continuum Encyclopedia of Popular Music of the World. Continuum, London 2005, ISBN 0-8264-7436-5, S. 233.
9. ↑  Phil Gallo: Romeo’s Escape: Vittorio Grigolo balances opera roles with blues, jazz and other new directions. In: Billboard. 12. November 2011, S. 59 (google.com [abgerufen am 29. März 2018]).
10. ↑  James C. McKinley Jr.: Artsbeat: Il Divo Is Coming to Broadway. In: ArtsBeat: New York Times Blog. 4. September 2013, abgerufen am 29. März 2018.
11. ↑  Sophie Inge: Italian popera trio among Eurovision favourites. In: The Local. 19. Mai 2015, abgerufen am 29. März 2018.